# The Best of BFF Live. MYK!
The Best of BFF Live. MYK! – pierwszy album koncertowy polskiej  grupy muzycznej Bracia Figo Fagot. Wydawnictwo ukazało się 30 maja 2014 roku nakładem wytwórni muzycznej S.P. Records. Album zawiera koncertowe wersje największych hitów zespołu zarejestrowane podczas koncertu w warszawskim klubie Stodoła w 2013 roku.

## Lista utworów
1. BFF (3:23)
2. Hot-Dog (3:17)
3. Już polane stoi szkło (3:56)
4. Gdybym zgolił wąs (2:54)
5. Bożenka (3:51)
6. Pisarz miłości (4:34)
7. Pościelówa (3:57)
8. Zobacz dziwko co narobiłaś (4:50)
9. Wóda zryje banię (3:40)
10. Disco Comando (3:05)
11. Świnki i damy (3:25)
12. Elegancja Francja (4:26)
13. Beata Paulina (3:49)
14. Wesele (3:25)